# Konkordans (typografi)
Konkordans, ofta förkortat "konk", är ett mått som används i typografi. 1 konkordans = 4 cicero = 18,052 mm.